# رعد مولود مخلص

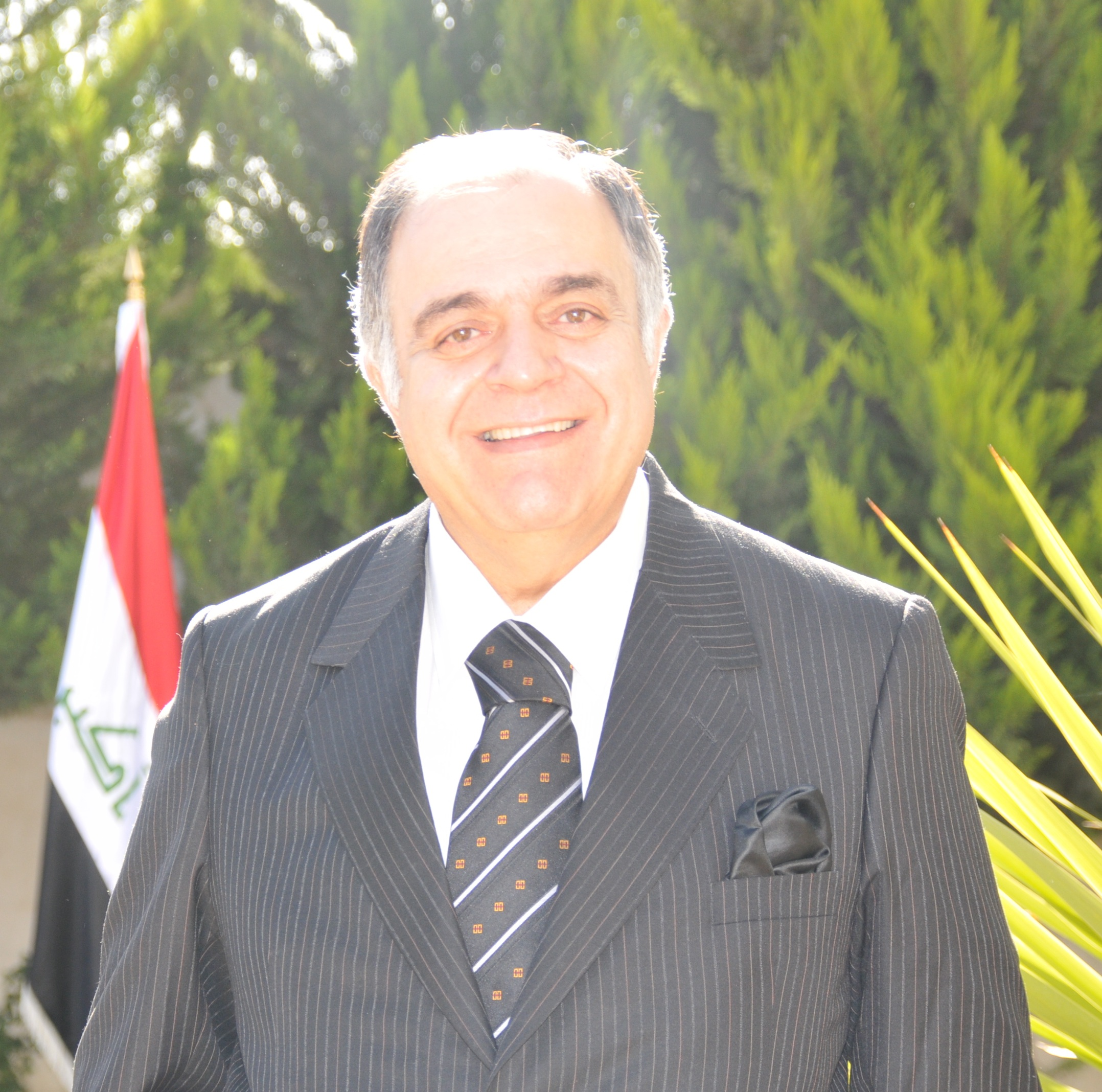
رعد مولود مخلص - سياسي عراقي

رعد مولود مخلص ، سياسي عراقي ورئيس حزب سياسي تأسس عام 1993 يطلق عليه التجمع من أجل العراق.

## الحالة الإجتماعية
ولد في بغداد عام 1948، متزوج وله ثلاثة أبناء.

## التحصيل العلمي والشهادات
- بكالوريوس في الطب والجراحة / جامعة بغداد.
- دبلوم الاختصاص العالي / جامعة دبلن.
- شهادة البورد/ جامعة جنيف.
- شهادة الدكتوراه / جامعة جنيف.
- شهادة البورد /المجلس الطبي الأردني.

## الوظائف التي أشغلها
- أستاذ/ كلية الطب جامعة بغداد.
- طبيب استشاري/ مدينة الطب.
- أستاذ وطبيب أستشاري /الهيئة العراقية للاختصاصات الطبية
- والمجلس العربي للاختصاصات الطبية.
- مستشار دولي للشؤون الصحية والطبية.

## النشاطات العلمية والمهنية
يمارس النشاط العلمي في مجال أختصاصه في الجامعات والمستشفيات العامة والخاصة وعبر عضويته في:
- الجمعية العراقية الطبية.
- جمعية الخصوبة العراقية.
- جمعية الاسره العراقية.
- نقابه الأطباء الأردنية.
- جمعية الأمراض النسائية الأردنية.
- جمعية الخصوبة الأردنية.
- جمعية الأمراض النسائية الدولية.
- جمعية الخصوبة العربية.
- جمعية الخصوبة الاوربية.
- جمعية الخصوبة الدولية.
- جمعية الاسره الدولية.

## النشاط السياسي
مارس العمل السياسي خلال فترة الدراسة في المتوسطة والإعدادية واستمر في هذا النشاط خلال دراسته في الكلية الطبية  واستمر نشاطه ضمن هذا الإطار ولم ينتمي لأي من الأحزاب العاملة في الساحة محافظاُ على استقلالية الرأي وارتباطه بوطنه العراق وأمته العربية وفي عام 1993 أسس نواة [[التجمع من أجل العراق]] للنضال تجاه الحكم الدكتاتوري في العراق انذاك وذلك بعد محاولة تغيير النظام في ذلك العام والتي ذهب ضحيتها العديد من أخوانه وأبناء عمومته وأبناء عشيرته وعدد كبير من العراقيين، وبعد احتلال العراق عام 2003 قاد مجموعة من المؤيدين لأفكاره وتوجهه السياسي واعلن الظهور العلني للتجمع من أجل العراق للعمل من أجل تحقيق الأهداف المعلنة للتجمع وإعادة بناء العراق الواحد الحر المستقل وقد أعلن عن ظهور التجمع في 6 كانون الثاني 2004 حيث أنتخب اميناً عاماً لـ التجمع من أجل العراق مؤكدا انه واضعاً كل إمكانياته وإمكانيات أخوانه في التجمع من أجل الوطن والشعب.

## المناصب والترشيحات
- تم ترشيح رعد مولود مخلص كوزير للدفاع في عام 2003 في حكومة مجلس الحكم العراقي، وهو ثاني هيئة إدارية تشكلت في العراق حسب التسلسل الزمني عقب الحرب الأمريكية البريطانية على العراق في آذار/مارس 2003 م.
- في عام 2004 تم ترشيح رعد مولود مخلص كأول رئيس لجمهورية العراق من قبل الإدارة الأمريكية في العراق آنذاك وقد اعتذر عن قبول المنصب.
- تم ترشيح رعد مولود مخلص من قبل التحالف الوطني العراقي لمنصب وزارة الداخلية في حكومة رئيس الوزراء نوري المالكي الثانية في أغسطس 2011.
- قامت القائمة العراقية بقيادة رئيس الوزراء الأسبق إياد علاوي بترشيح رعد مولود مخلص لمنصب وزير الدفاع في أغسطس 2011.

## وصلات خارجية
- التجمع من أجل العراق نسخة محفوظة 15 يوليو 2019 على موقع واي باك مشين.
- البيان
- شبكة الصحافة المستقلة